# Мозалевский, Александр Евтихиевич
Алекса́ндр Евти́хиевич Мозале́вский (ок. 1803 — 7 июня 1851) — декабрист, прапорщик Черниговского пехотного полка. Участник восстания Черниговского полка.

## Биография
Из дворян Курской губернии. Отец — помещик села Ольшанец Фатежского уезда Курской губернии (за ним 12 душ), коллежский регистратор Евтихий Иванович Мозалевский.
3 марта 1821 года вступил на службу подпрапорщиком в Черниговский пехотный полк. Прапорщик с 20 мая 1824 года, младший офицер 6 мушкетерской роты. Там же сблизился с революционно настроенными офицерами полка и был принят в члены тайного общества Объединённых славян. Своей деятельностью завоевал уважение не только простых членов общества, но и его руководителя Муравьева-Апостола.
Во время восстания Черниговского полка и похода его для взятия гор. Василькова А. Е. Мозалевский во главе двух рот присоединился к походу. Муравьев-Апостол доверил А. Е. Мозалевскому ответственное задание: возглавить разведку черниговцев в Киев, чтобы выяснить обстановку и возможность похода туда восставшего полка. Александр Мозалевский, направляясь в Киев с таким важным поручением, должен был вместе с четырьмя солдатами, сопровождавшими его, распространить в городе «Православный катехизис», который являлся своеобразным агитационным документом декабристского движения. «Катехизис» был составлен Муравьевым-Апостолом и Бестужевым-Рюминым «для воззвания к возмущению против монархической власти». Кроме того, как показал на следствии С. И. Муравьев-Апостол, отправляя прапорщика Мозалевского с солдатами в Киев, он вручил ему письмо к офицеру Курского полка Крупенникову, но Мозалевскому увидеть его не удалось. В то время, пока Мозалевский в Киеве договаривался с некоторыми офицерами из воинских частей, солдаты разведки распространяли среди военных и жителей города «Православный катехизис». Но выполнить задание Мозалевский не мог — все заставы города были перекрыты правительственными войсками. При выезде из Киева он был арестован.
Военным судом при Главной квартире 1 армии в Могилеве приговорен к смертной казни четвертованием, по мнению главнокомандующего 1 армией, подлежал расстрелу, по заключению Аудиториатского департамента 10.7.1826 признан подлежащим смертной казни, по высочайшей конфирмации 12.7.1826 приговорен к лишению чинов и дворянства и ссылке в каторжную работу вечно. Гражданская казнь проведена в г. Василькове при собрании команд из полков 9 пехотной дивизии.
Отправлен из Киева по этапу пешком в Сибирь — 5.9.1826, прибыл в Москву — декабрь 1826, отправлен дальше — 1.1.1827, прибыл в Казань — 22.2.1827, отправлен дальше — 24.2, прибыл в Читинский острог — 12.2.1828, отправлен в Зерентуйский рудник, куда прибыл в марте 1828. Привлекался к суду Военно-судной комиссии при Нерчинских заводах в связи с попыткой И. И. Сухинова организовать восстание, но признан непричастным и освобожден от ответственности. Прибыл в Петровский завод в сентябре 1830, срок сокращен до 15 лет — 8.11.1832, и до 13 лет — 14.12.1835. По окончании срока в 1839 подлежал обращению на поселение в село Рождественское Канского округа Енисейской губернии, но из-за болезни оставлен в Петровском заводе. С дозволения начальства в 1846 году он побывал в городе Верхнеудинске Иркутской губернии «для получения медицинских пособий». Осенью 1850 года переведен в село Устьянское Енисейской губернии, где уже 10 лет отбывал срок его друг — Вениамин Соловьёв. Умер 7 июня 1851 года.